# Dấu ngoặc
Dấu ngoặc (tiếng Anh: bracket) là một loại dấu câu. Có 3 kiểu dấu ngoặc là ngoặc đơn (), ngoặc vuông [ ] và ngoặc nhọn { }. Các kiểu dấu ngoặc có nhiều công dụng khác nhau, tùy vào lĩnh vực mà chúng được sử dụng. Ví dụ, trong ngữ văn hay viết câu nói chung, dấu ngoặc đơn có công dụng giải thích hoặc bổ sung thông tin phụ cho đối tượng được nhắc đến. Trong toán học, cả ba kiểu dấu ngoặc được dùng trong các phép tính, để chỉ thứ tự ưu tiên phép nào được tính trước.